# Granata sulcifera
Granata sulcifera là một loài ốc biển, là động vật thân mềm chân bụng sống ở biển thuộc họ Chilodontidae.